# Andreas Svenonis Tiliander
Andreas Svenonis Tiliander, född 1655 i Norrköping, död april 1706 i Sunds församling, Östergötlands län, var en svensk präst.

## Biografi
Andreas Tiliander föddes 1655 i Norrköping. Han blev 1676 student vid Uppsala universitet och prästvigdes 7 oktober 1686. Tiliander blev 1688 rektor vid Eksjö trivialskola och 1 oktober 1690 kyrkoherde i Sunds församling, tillträde 1691. Han avled 1706 i Sunds församling.

## Familj
Tiliander gifte sig 14 september 1686 med Brita Reftelius (död 1710). Hon var dotter till kontraktsprosten P. J. Reftelius. De fick tillsammans barnen studenten Nils Tiliander (1687–1711), Katarina Tiliander (född 1690), komministern Per Tiliander i Nässja församling och löjtnanten Sven Tiliander (född 1694). Efter Tiliander död gifte Brita Reftelius om sig med kyrkoherden Andreas Wåhlin i Östra Stenby församling.